# Funny Woman - Una reginetta in TV
Funny Woman - Una reginetta in TV (Funny Woman) è una serie televisiva britannica diretta da Oliver Parker e scritta da Morwenna Banks. È basata sul romanzo di Nick Hornby Funny Girl. Vede come protagonista Gemma Arterton insieme a Tom Bateman, David Threlfall e Rupert Everett. Ha debuttato il 9 febbraio 2023 su Sky Max. In Italia è trasmessa dal 2 giugno 2023 su Sky Serie.

## Trama
Barbara Parker, Miss Blackpool 1964, decide di abbandonare l'idea di diventare una reginetta di bellezza. Così si dirige a Londra, determinata a lasciare il segno come attrice di sit-com, ispirata dal suo idolo Lucille Ball. Dopo aver trovato un lavoro come commessa in un grande magazzino, incontra l'agente teatrale, Brian Debenham, che le propone un'audizione per un pilota in una sitcom televisiva basata sulla vita domestica di una coppia appena sposata. Assumendo lo pseudonimo di Sophie Straw, ottiene un grande successo grazie al ruolo da protagonista nella serie Barbara (e Jim).

## Episodi
| Stagione         | Episodi | Prima TV |
| ---------------- | ------- | -------- |
| Prima stagione   | 6       | 2023     |
| Seconda stagione | 4       | 2024     |

## Personaggi e interpreti

### Principali
- Barbara Parker / Sophie Straw (stagione 1-in corso), interpretata da Gemma Arterton, doppiata da Myriam Catania.
Reginetta di bellezza che si trasferisce a Londra per inseguire il suo sogno di recitare in una sit-com.
- Dennis Mahindra (stagione 1-in corso), interpretato da Arsher Ali, doppiato da Edoardo Stoppacciaro.
Produttore della sit-com Barbara (e Jim).
- Clive Richardson (stagione 1), interpretato da Tom Bateman, doppiato da Fabrizio De Flaviis.
Affascinante attore e protagonista nella sit-com nel ruolo di Jim.
- Bill Gardiner (stagione 1-in corso), interpretato da Matthew Beard, doppiato da Manuel Meli.
Sceneggiatore della sit-com.
- Tony Holmes (stagione 1-in corso), interpretato da Leo Bill, doppiato da Gabriele Sabatini.
 Sceneggiatore della sit-com.
- Marie Parker (stagione 1-in corso), interpretata da Rosie Cavaliero, doppiata da Antonella Baldini.
Zia di Barbara e sorella di George che vive insieme a lui da quando la moglie l'ha lasciato.
- Marjorie "Marj" Harrison (stagione 1-in corso), interpretata da Alexa Davies, doppiata da Lavinia Paladino.
Coinquilina e amica di Barbara che abita in un piccolo attico di Londra.
- Patsy Debenham (stagione 1), interpretata da Morwenna Banks, doppiata da Alessandra Korompay.
Moglie di Brian e sua assistente.
- George Parker (stagione 1-in corso), interpretato da David Threlfall, doppiato da Luca Biagini.
Padre di Barbara e proprietario di una fabbrica di dolciumi.
- Brian Debenham (stagione 1), interpretato da Rupert Everett, doppiato da Massimo Rossi.
Agente teatrale che nota Barbara e le propone di diventare attrice.
- Diane Lewis (stagione 1-in corso), interpretata da Clare-Hope Ashitey, doppiata da Gemma Donati.
Giornalista che inizialmente scrive per una rivista e in seguito approda in televisione.
- Ted Sargent (stagione 1-in corso), interpretato da Alistair Petrie, doppiato da Franco Mannella.
Direttore dell'emittente TLC che approva i palinsesti della rete.
- Gloria Parker (stagione 1), interpretata da Olivia Williams, doppiata da Eleonora De Angelis.
Madre di Barbara che ha abbandonato il marito e la figlia.

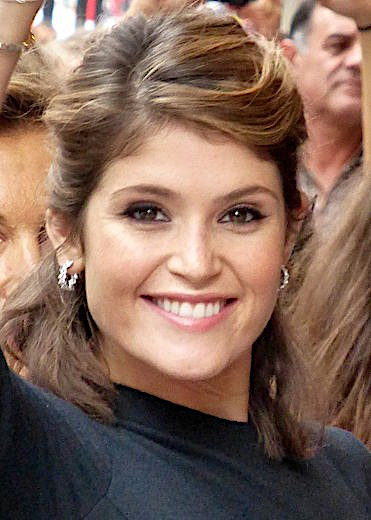
Gemma Arterton
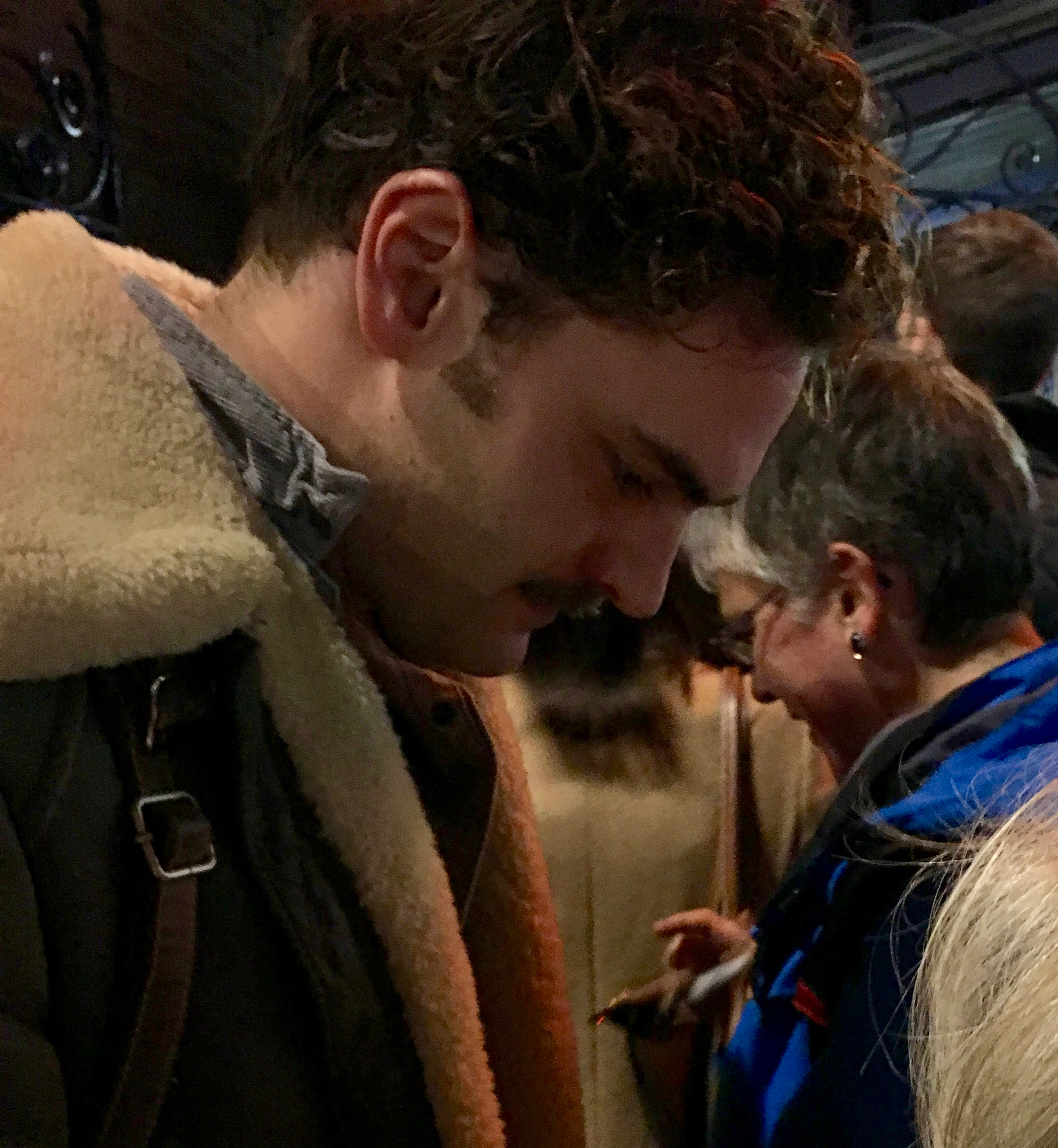
Tom Bateman
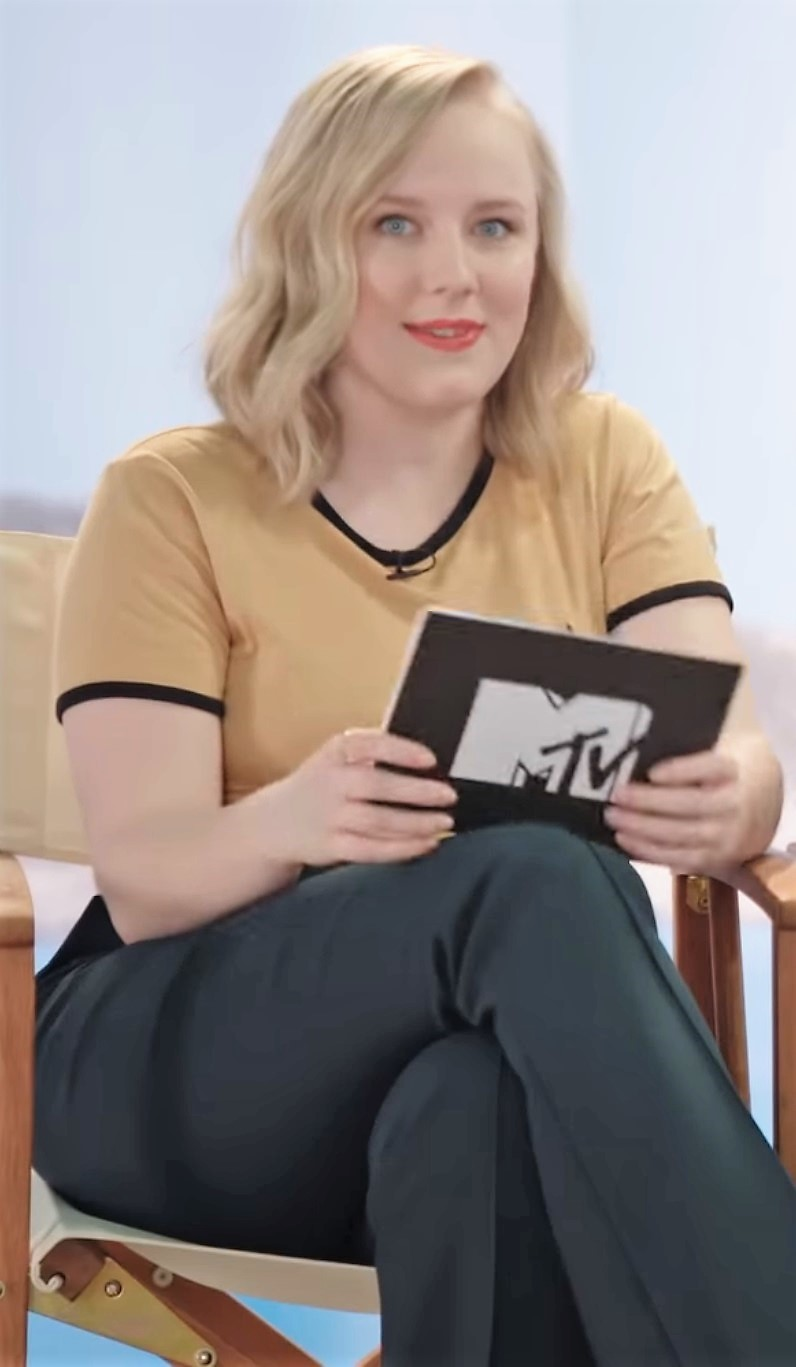
Alexa Davies
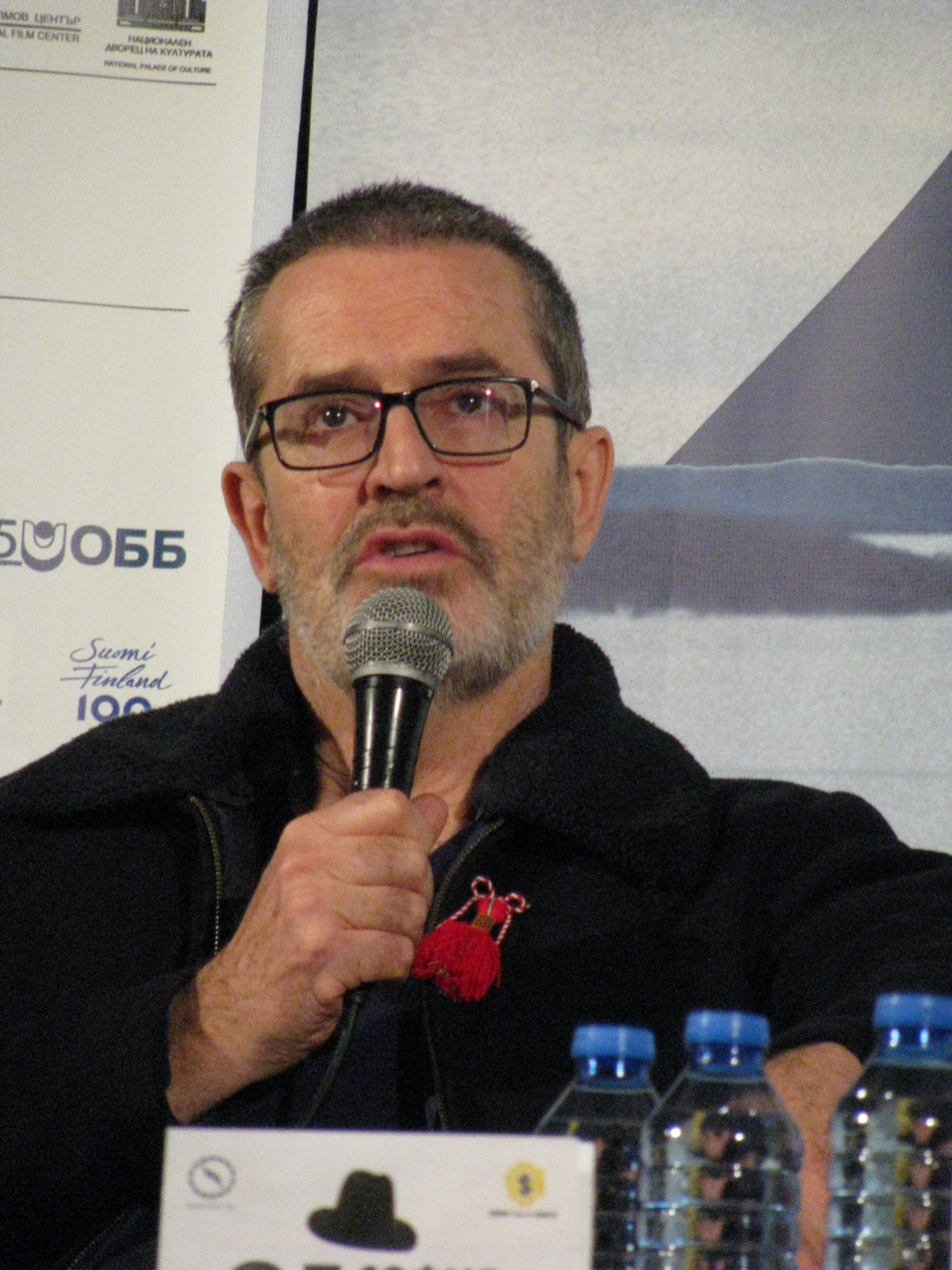
Rupert Everett

### Ricorrenti
- Aiden Leigh (stagione 1), interpretato da Kyle Pryor.
Amico di infanzia di Barbara che lavora come macellaio a Blackpool.
- Edith (stagioni 1-2), interpretata da Emily Bevan, doppiata da Ilaria Latini.
Moglie di Dennis in procinto di divorziare.
- Polly (stagione 1), interpretata da Rosa Coduri.
Assistente di studio.

## Produzione
Nell'agosto 2023 Sky ha rinnovato la serie per una seconda stagione, trasmessa il 6 settembre 2024. 

## Accoglienza

### Critica
La prima stagione ha ricevuto recensioni positive dalla critica. Rotten Tomatoes riporta il 73% delle recensioni professionali positive basato su 15 critiche. Il consenso critico del sito web indica: «Patinata come la copertina di una rivista e spesso altrettanto leggera, Funny Woman tuttavia racchiude parecchio fascino grazie a una magnifica Gemma Arterton..» Metacritic, invece, ha assegnato un punteggio di 70 su 100 basato su 6 recensioni, indicando "recensioni generalmente favorevoli".
Funny Woman ha ricevuto recensioni da 3, 4 e 5 stelle, incluso The Guardian, che ha considerato l'interpretazione di Arterton "assolutamente affascinante", mentre The Independent, ha sentito la "serie come un caldo abbraccio" con una "eroina audace e coraggiosa". The Upcoming ha apprezzato l'interpretazione di Arterton descrivendola come "leggera, arguta e carismatica" e ha considerato Funny Woman "veloce, fluido e incredibilmente intelligente".